# Grève générale de 1917 en Espagne
 (novembre 2022).
Si vous disposez d'ouvrages ou d'articles de référence ou si vous connaissez des sites web de qualité traitant du thème abordé ici, merci de compléter l'article en donnant les références utiles à sa vérifiabilité et en les liant à la section « Notes et références ».
La grève générale de 1917 en Espagne est comme son nom l'indique une grève générale très importante historiquement, — considérée par son caractère comme une grève générale révolutionnaire — qui a eu lieu en Espagne en août 1917. Elle a été appelée à l'initiative de l'UGT (socialiste ; Union générale des travailleurs) et le Parti socialiste ouvrier espagnol, et a été également soutenue dans certains endroits par la CNT (anarcho-syndicaliste ; Confédération nationale du travail). La grève générale s'inscrit dans le contexte historique de la crise de 1917, sous la monarchie d'Alphonse XIII d'Espagne et le gouvernement d'Eduardo Dato.

## Le contexte international et la crise espagnole de 1917
La crise espagnole de 1917 coïncide avec une situation internationale particulièrement critique la même année, possiblement l'une des plus cruciales de l'Histoire. En revanche, l'historiographie mondiale n'utilise habituellement pas le nom de crise pour cette période, le réservant à certains problèmes spécifiques liés à la Première Guerre mondiale, tels que la crise du recrutement au Canada et la crise de la construction navale aux États-Unis. Il convient de rappeler que l'Espagne est restée neutre dans la Première Guerre mondiale pendant toute la durée du conflit.
La crise espagnole de 1917 fait référence à l'ensemble des événements qui se sont déroulés au cours de l'été 1917, et plus concrètement aux trois défis simultanés qui ont mis en péril le gouvernement du conservateur Eduardo Dato et même le système de restauration des Bourbons en Espagne : un mouvement militaire dirigé par les Juntas de Defensa ; un mouvement politique qui a pris la forme de l'Assemblée des parlementaires célébrée à Barcelone et convoquée par la Lliga Regionalista ; et un mouvement social qui a culminé avec la grève générale révolutionnaire de 1917.

## La grève et son développement
Malgré la précipitation de l'appel, au début de la grève, les activités ont été paralysées dans presque toutes les grandes zones industrielles (Biscaye et Barcelone, et même dans certaines zones plus petites comme Yecla et Villena), les zones urbaines (Madrid, Valence, Saragosse, La Corogne) et les zones minières (Río Tinto, Jaén, Asturies et León), mais seulement pendant quelques jours, tout au plus une semaine. Dans les petites villes et les zones rurales, elle n'a quasiment pas eu de répercussions. Les communications ferroviaires, un secteur clé, n'ont pas été perturbées longtemps.
Le matin du 13 août, un train a déraillé à Bilbao, faisant 5 morts et 18 blessés. Pour le journal "El Nervión" et pour les autorités, les grévistes ont soulevé les rails à l'origine de l'accident. Selon les socialistes, comme l'a déclaré plus tard Prieto, l'événement était dû au mauvais état de la voie et à la vitesse excessive du train pour éviter d'être arrêté par les grévistes.
À Madrid, dans la nuit du mardi 14 août, le comité de grève est arrêté par la police et l'émeute qui éclate dans la prison modèle est réprimée avec une grande dureté, entraînant la mort de plusieurs détenus, parmi lesquels sept militants socialistes de renom. C'est ainsi qu'en quelques jours, la grève a été maîtrisée. À Barcelone, en revanche, où la CNT a joué le rôle principal, ce n'est qu'après plusieurs jours de combats de rue et de fusillades que la normalité est revenue. À Sabadell, l'armée a dû recourir à l'artillerie, qui a réduit le quartier général des travailleurs en ruines, pour mettre fin au mouvement. Des affrontements violents ont également eu lieu, faisant des morts et des blessés à Alicante, Valence, Guipúzcoa et Saragosse. Le 18 août, le gouvernement a pu proclamer que l'ordre était rétabli, mais il a fallu encore plusieurs jours pour réduire le dernier bastion de la grève révolutionnaire, à savoir les bassins miniers des Asturies, où l'armée a appliqué une répression très dure au moyen de ce que l'on a appelé le Train de la mort, entre autres.
En Catalogne, certains anarchistes ont utilisé des grenades artisanales, qui n'ont pas fonctionné comme prévu, pour le plus grand bonheur des forces de l'ordre.
Le bilan officiel de la répression fu de 71 morts, 156 blessés et 2 000 arrestations.
Il y a également eu quelques morts parmi les forces de l'ordre, dont quatre gardes civils.

## Conséquences
Pour faciliter la sortie de crise, le roi remplace le conservateur Eduardo Dato par le libéral Manuel García Prieto, à la tête d'un gouvernement de concentration nationale dans lequel entre également Cambó.
Les membres du comité de grève sont soumis à une cour martiale accusée du crime de sédition, ils sont reconnus coupables et condamnés à la prison à vie le 29 septembre 1917. Ainsi Largo Caballero, Saborit, Besteiro et Anguiano ont été emmenés à la prison de Carthagène. Une vaste campagne populaire de solidarité avec les condamnés est lancée, mais en vain, jusqu'à ce que le PSOE les inscrive sur sa liste de candidats aux élections générales de février 1918 et qu'ils soient élus. Avec Pablo Iglesias et Indalecio Prieto, également élus par la coalition Alianza de Izquierdas (Alliance des gauches), ils forment la minorité socialiste au Congrès des députés. Leur élection en tant que députés contraint le gouvernement à leur accorder l'amnistie le 8 mai 1918, et ils prennent place dix jours plus tard.
La présence aux Cortes des quatre membres du comité de grève leur permet d'intervenir dans le débat parlementaire sur la grève générale, en insistant sur les raisons qui ont donné lieu au conflit - la crise de subsistance, la crise du travail et l'absence de réponse qu'ils ont trouvée dans le gouvernement - et en dénonçant l'extrême dureté qui a été utilisée pour la réprimer.
La grève a également fait l'objet d'un débat lors du 13e congrès de l'UGT, qui s'est tenu en octobre 1918. Indalecio Prieto affirme que "la grève a échoué dès que le comité a décrété qu'elle devait être pacifique", et que si elle n'avait pas été "révolutionnaire", il aurait mieux valu ne pas la faire du tout, ce à quoi Largo Caballero, membre du comité de grève, a répondu : « On nous accuse de ne pas avoir préparé correctement un mouvement révolutionnaire alors que ce que nous étions chargés de préparer était une grève générale. »